# Trattato di Mosca (1940)

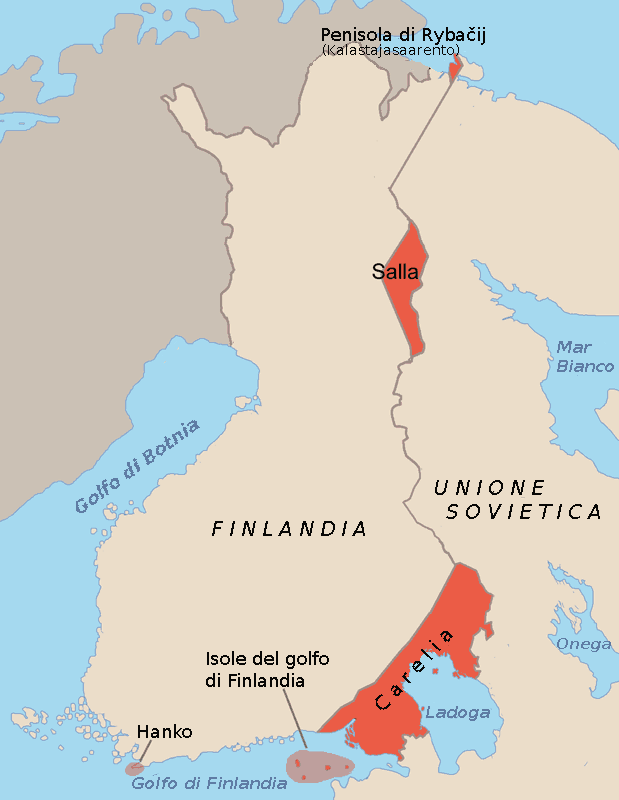
Mappa delle rettifiche territoriali subite dalla Finlandia a favore dell'Unione Sovietica dopo la guerra d'inverno (1940)

Il trattato di pace di Mosca fu sottoscritto da Finlandia e Unione Sovietica il 12 marzo 1940 e segnò la fine della guerra d'inverno durata 105 giorni.
I firmatari furono: per parte sovietica, il Ministro degli Affari esteri sovietico Molotov, il Presidente del Soviet Supremo russo Ždanov, il Comandante dello Stato Maggiore sovietico Vasilevskij; per parte finlandese, il Primo Ministro Ryti, l'ambasciatore finlandese presso l'URSS Paasikivi, il generale Walden e l'ex Ministro degli Affari esteri finlandese Voionmaa. Gli strumenti di ratifica vennero scambiati il 21 marzo.

## Antefatto
Il governo finlandese ricevette le prime condizioni di una pace provvisoria dall'Unione Sovietica (attraverso l'ambasciatore sovietico a Stoccolma) il 29 gennaio 1940. Fino ad allora, l'Armata Rossa aveva combattuto con lo scopo di occupare tutta la Finlandia. A questo punto, il governo sovietico era pronto a temperare le proprie pretese. Le richieste erano che la Finlandia cedesse l'istmo della Carelia, compresa la città di Viipuri, e la costa finlandese del lago Ladoga, inoltre la penisola di Hanko doveva essere affittata all'Unione Sovietica per 30 anni.
La Finlandia respinse queste richieste e intensificò la sua richiesta di aiuto verso la Svezia, la Francia e il Regno Unito. Anche se la Finlandia nel lungo periodo non aveva alcuna possibilità contro un paese dotato di uomini e risorse immensamente superiori, i rapporti dal fronte davano alla Finlandia la speranza di poter attendere un intervento della Società delle Nazioni. Segnali positivi, anche se incostanti, dalla Francia e Regno Unito, e le aspettative più realistiche di truppe provenienti dalla Svezia (per le quali erano stati fatti piani e preparati per tutto il 1930) erano ulteriori motivi che spinsero la Finlandia a non precipitarsi ai negoziati di pace.
Nel febbraio del 1940, il Comandante in Capo delle forze armate finlandesi maresciallo Mannerheim espresse però il suo pessimismo sulla situazione militare, spingendo il governo ad avviare i negoziati di pace il 29 febbraio, lo stesso giorno nel quale l'Armata Rossa iniziò un attacco contro Viipuri (oggi Vyborg).

## La pace
Il 6 marzo, una delegazione finlandese guidata dal Primo ministro Risto Ryti si recò a Mosca; durante i negoziati, l'Armata Rossa ruppe le linee di difesa finlandese intorno a Tali e si avvicinò considerevolmente a Viipuri.
L'accordo di pace venne firmato alle 24:00 del 12 marzo, ora di Mosca, cioè alle 01:00 del 13 marzo in Finlandia. Il protocollo allegato al trattato prevedeva che il combattimento cessasse a mezzogiorno (ora russa, e quindi alle 11:00 secondo l'ora finlandese), la lotta infatti continuò fino a quel momento.
La Finlandia venne costretta a cedere quasi tutta la Carelia finlandese (un importante polo industriale comprendente Viipuri, la seconda città più grande della Finlandia), in totale quasi il 10% del territorio nazionale; tutto questo anche se gran parte di questa zona era ancora sotto controllo dell'esercito finlandese. Le truppe militari e i civili rimasti vennero velocemente evacuati verso l'interno del nuovo confine; 422 000 careliani, il 12% della popolazione finlandese, persero la propria casa.
È interessante notare che c'era anche una zona che i sovietici avevano occupato durante la guerra, che rimase in mano finlandese in base al trattato di pace: la zona di Petsamo. Tuttavia, il trattato di pace stabiliva che la Finlandia avrebbe dovuto concedere il libero passaggio per i civili sovietici da Petsamo verso la Norvegia.
La Finlandia inoltre dovette cedere parte della municipalità di Salla, la loro parte della penisola di Rybačij e le isole di Suursaari, Tytärsaari, Lavansaari, Peninsaari e Seiskari nel golfo di Finlandia. Infine, furono costretti ad affittare per trenta anni la penisola di Hanko come base navale ai sovietici.
Contrariamente alla credenza comune il trasferimento su ferrovia finlandese delle truppe sovietiche alla base di Hanko non venne concesso nel trattato di pace, ma venne richiesto appena il 9 luglio, dopo che la Svezia aveva permesso il transito su binario delle truppe e degli armamenti della Wehrmacht da e verso la Norvegia occupata.
Ulteriori richieste erano che le apparecchiature e le installazione sui territori ceduti dovevano essere consegnati; in tal modo la Finlandia dovette cedere 75 locomotive, 2 000 vagoni ferroviari, e un elevato numero di auto, camion e navi.

## Conseguenze della pace
I finlandesi rimasero scioccati dalle dure condizioni di pace, sembrava che fosse stato perso più territorio in pace che in guerra.
L'ingiustizia dei termini della pace rese i finlandesi più inclini a cercare il sostegno dei nazisti, infatti solo un anno dopo, nel giugno 1941, la Finlandia riprese le ostilità con la guerra di continuazione come cobelligerante del Terzo Reich.